# José Brito (1973)
José Brito, né le 15 janvier 1973, est un homme politique vénézuélien.

## Biographie
Né le 15 janvier 1973, il est diplômé de l'Université nationale expérimentale Simón Rodríguez, il exerce la profession d'économiste.
En 2005, il est élu conseiller municipal de Simón Rodríguez, à Anzoátegui, poste qu'il occupé jusqu'en 2008. En 2013, avec le soutien de la Table ronde de l'unité démocratique, il brigue la mairie, mais n'est pas élu. 
Candidat de Primero Justicia, il est élu député lors des élections législatives vénézuéliennes de 2015 dans une circonscription de l'État d'Anzoátegui. Il est accusé de corruption en 2019, ce qui lui vaut d'être expulsé de son parti et d'être sous sanctions américaines et européennes pour son soutien au régime chaviste.
Le 17 juin 2020, le Tribunal suprême de justice décide de le nommer coordinateur national de Primero Justicia. La mesure est suspendue le 4 septembre 2020.
En 2023, il obtient la disqualification de la chef de file de l'opposition María Corina Machado. Il est candidat à l'élection présidentielle vénézuélienne de 2024 pour Primero Venezuela. En avril 2024, il reprend le contrôle de Primero Justicia.
La même année, il est accusé de corruption en Espagne.